# フランツ・クサファー・フォン・バーダー

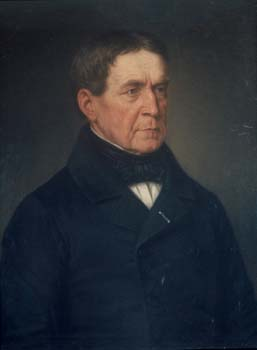
フランツ・フォン・バーダー

フランツ・クサファー・フォン・バーダー（Franz Xaver von Baader, 1765年3月23日 - 1841年5月23日）は、ドイツの哲学者、カトリック神学者。

## 経歴
ミュンヘンに生まれる。インゴルシュタット大学（後のミュンヘン大学）で薬学を学んだ後、医者として働いた。その後、自然科学及び宗教哲学の勉強に励み、1826年からミュンヘン大学で講義をするようになった。イマヌエル・カント、ヨハン・ゴットリープ・フィヒテ、フリードリヒ・シェリングの影響を受けていたが、カント哲学の主観性を指摘しその道徳と自然との分離を批判している。ヤーコプ・ベーメの神智主義に触発され、人間の中で神が自己展開することは、本来は闇の中にいる精神状態から自己を解放することになる、と考えた。カトリックの立場から神学と思弁哲学の統合を説き、後期のシェリングやロマン派に大きな影響を与えた。ミュンヘンで没した。

## 著作
- Fermenta cognitionis（5巻、1822年 - 1825年)
- Vorlesungen über spekulativen Dogmatik（1827年 - 1828年)